# Hassiavis laticauda
Hassiavis laticauda — вид викопних птахів родини Archaeotrogonidae. Птах існував в еоцені (бл. 50 млн років тому) в Європі. Скам'янілі рештки знайдені в Німеччині у кар'єрі Мессель. Голотип являє собою добре збережений відбиток повного скелета, на якому, крім кісток, видно відбиток м'яких тканин та оперення. Птах сягав 40 см завдовжки, мав довгі крила та дзьоб. Вважається, що він полював на комах у повітрі.